# (8672) Morse
(8672) Morse est un astéroïde de la ceinture principale.

## Description
(8672) Morse est un astéroïde de la ceinture principale. Il fut découvert par Eric Walter Elst le 6 août 1991 à l'ESO. Il présente une orbite caractérisée par un demi-grand axe de 2,45 UA, une excentricité de 0,162 et une inclinaison de 3,39° par rapport à l'écliptique.
Il fut nommé en hommage au peintre et inventeur américain Samuel Morse (1791-1872), qui inventa le fameux code de communication écrit basé sur des points et des creux.

## Compléments